# Claes Arnoldsson
Clas Olof Arnoldsson Eriksson, född 7 juli 1915 i Tuna församling i Västernorrlands län, död 3 september 2001 i Sundsvall, var en svensk teckningslärare, författare och målare.
Han var son till ingenjören Arnold Ericson och Elsa Hagström. Arnoldsson studerade teckningslärarlinjen vid Tekniska skolan i Stockholm 1937–1943. Han ställde ut ett flertal gånger tillsammans med sin mor i Sundsvall, Härnösand och Luleå samt medverkade i ett stort antal samlingsutställningar. Hans konst består av mariner, sagomotiv och landskapsbilder. Han publicerade ungdomsboken Sagan om trollflickan Driva 1989.